# Суперсімейка
«Суперсімейка» (англ. «The Incredibles») — американський комп'ютерно-анімаційний комедійний фільм про супергероїв 2004 року випуску.
Шостий фільм, створений Pixar Animation Studios. Історія розповідає про сім'ю супергероїв, що живуть у селі, приховуючи свої здібності. Коли туга батька Боба Парра за його колишніми славними днями та бажання допомогти людям тягне його в бій з лиходієм і його роботом-убивцею, уся сім'я Парр змушена також вступити у бій, аби врятувати й батька, і світ.
Сценарій до фільму і режисуру виконав Бред Берд; він став першим режисером, кого компанія «Pixar» запросила з-зовні. Берд розробив фільм як продовження коміксів 1960-х, «шпигунських» фільмів свого дитинства і використовуючи мотиви зі свого особистого сімейного життя. Він почав роботу над фільмом для «Pixar» після того, як у прокаті провалилася його перша робота, мультфільм «Сталевий гігант» (1999). Берд переніс багато напрацювань із попереднього свого мультфільму в «Суперсімейку». У порівнянні із попередніми картинами «Pixar», у мультфільмі були суттєві нововведення. Команда аніматорів мала завдання створити усіх персонажів людьми, а це вимагало нових технологій анімації детальної людської анатомії, одягу, реалістичних шкіри і волосся. Майкл Джаккіно створив для «Суперсімейки» музичну тему, яку виконав оркестр.
Прем'єра фільму відбулася 27 жовтня 2004 року на Лондонському кінофестивалі, а загальний реліз у США робила компанія Реліз фільму робила компанія «Walt Disney Pictures» починаючи з 5 листопада 2004 року. Картина була вдалою у прокаті, зібравши $631 млн (за бюджету $92 млн.). «Суперсімейку» критики сприйняли теплими відгуками; картина отримала високі оцінки від професійних критиків і глядачів. Більшість критиків визнали мультфільм найкращою картиною 2004 року, вона здобула приз Енні за найкращу анімовану картину 2004 року, а також два Оскари. Картина також стала першим анімафільмом, який виграв престижну премію Г'юґо за найкращу постановку.

## Зміст

### Синопсис
В тихому передмісті сім'я супергероїв, які вже відійшли від великих справ і воліють жити звичним непримітним життям. Усі члени сім'ї мають надприродні здібності й у минулому легко справлялися зі злом світового масштабу. Одного дня усій родині доводиться знов одягтися в прогумовані костюми супергероїв і вирушити назустріч новим пригодам. Потрібно учергове врятувати світ від таємничого лиходія.

## Виробництво

### Сценарій
Концепція «Суперсімейки» сягає 1993 року, коли Бред Берд зробив перші начерки плану мультфільму. У цей час Берд намагається потрапити до когорти кінематографістів. Сюжет цієї історії наповнений подіями і питаннями, які траплялися у житті режисера. За цей час Берд підписав контракт із компанією «Warner Bros. Animation» і був у процесі режисерування його першого фільму «Залізний гігант». Берд, кому вже було за 30, почав був дивуватися (на межі з острахом) конфліктові між кар'єрою і сімейними обов'язками. Підходячи до межі середнього віку (і маючи високі прагнення стосовно мультфільму), він розмірковував — чи ці його устремління були досяжні тільки ціною його сімейного життя. Він відчував, що він абсолютно втратить одне, якщо він занадто багато уваги приділятиме іншому. Він заявив: «Чесно кажучи, це мав бути просто смішний фільм про супергероїв. Але я думаю, що те, що відбувається в моєму житті, безумовно, просочилося у фільм». І що гірше — його «Залізний гігант» вийшов на екрани наприкінці 1999-го, і зазнав невдачі у касових зборах через нерозторопність маркетингу «Warner Bros.». Хоча про фільм і було сказано як про шедевр, Берд був дуже засмучений, і звернувся до своєї історії про супергероїв.
Свій фільм Берд створив як данину поваги до коміксів і шпигунських фільмів 1960-х із його дитинства, і спочатку він збирався створити картину засобами мальованої анімації. Коли стало ясно, що «Залізний гігант»не знайде аудиторії у театральному показі, він помирився зі своїм старим другом Джоном Лассетером зі студії «Pixar» і в березні 2000 року розповів йому свою ідею. Берд і Лассетер знали одне одного зі студентських років у Каліфорнійському інституті мистецтв («CalArts», коледж) у сімдесятих. Лассетер оцінив ідею і запросив Берда прийти у «Pixar», де мультфільми б зробили засобами комп'ютерної анімації. 4 травня 2000 року студія уклала контракт із Бердом на кілька фільмів. Це перервало традицію студії «Pixar», згідно із якою вона співпрацювала лише із «доморощеними» режисерами, а Бьрд став першим режисером, кого найняли «ззовні». На додачу, це мав бути перший фільм, усі герої якого — люди. Берд вирізнявся з-поміж режисерів «Pixar» у багато способів, принісши авторські підходи до справи створення мультфільмів. Студія завжди мала кілька режисерів і купу сценаристів — у той час, як «Суперсімейку» і написав і зрежисував один Бред Берд.
Берд прийшов у «Pixar» із чернеткою історії про сім'ю: про тата з мамою, що страждають обоє від того, що у тата криза середнього віку; про сором'язливу дівчину-підлітка; про зухвалого десятирічного хлопчика; і про немовля. Берд черпав натхнення у сімейних цінностях. Після кількох невдалих спроб підібрати актора на озвучення Едни Моуд (персонажа-дизайнера), Берд озвучив її голос сам. Під час створення фільму студію «Pixar» відвідав Міядзакі Хаяо, засновник студії Ґіблі; йому показали матеріали до «Суперсімейки». Коли Берд запитав, чи є сенс у цій історії — чи це просто звичайне "американське безглуздя, "Міязакі відповів через перекладача: «Гадаю, ви робите картину занадто пригодницькою як на звичайний американське кіно».

### Анімація
Коли студія «Pixar» приймала проєкт до виконання, Бреду Берду запропонували залучити зусилля своєї творчої групи, із котрими він уже працював. Тож він залучив серцевину команди людей, які створювати «Залізного гіганта» у студії «Warner Bros.». Завдяки цьому багато 2D аніматорів перекваліфікувалося у 3D, включаючи самого Берда. Сам режисер зазначив, що працювати з комп'ютерною графікою «захопливо і творчо», чого нема у традиційній анімації; говорячи про здатність камери миттєво змінювати кути огляду певної сцени, він назвав цю здатність «прекрасно застосовною» [до потреб творчої людини]. Він виявив, що працювати з комп'ютерною анімацією у чомусь важче, аніж із традиційною анімацією, бо програмне забезпечення є дуже складним і не дуже зручним для користувача. Берд свій сценарій написав, не знаючи про обмеження чи про проблеми, які виникають під час комп'ютерної анімації. У результаті, ця картина на той час була найскладнішою і найбільш трудомісткою за всі зроблені до цього студією «Pixar». Персонажів картини «Суперсімейка» розробили Тоні Фусиле (Tony Fucile) і Тедді Ньютон (Teddy Newton), яких він узяв із собою з «Warner Bros.» Як і в більшості комп'ютерних анімаційних фільмів, на створення тільки моделі світу «Суперсімейки» пішло близько року часу: моделювали зовнішність і моделі управління об'єктами, у тому числі елементами тіла та обличчя, міміки й артикуляції персонажа — поки не приступили власне до анімації. Берд і Фусиле намагалися витягнути анімацію до рівня 2-D, адже команда «Pixar» працювала переважно із комп'ютерним програмуванням, а не з графікою. Берд намагався використати напрацювання «Дев'яти діснеївських старців», про які команда «Pixar» «навіть і не здогадувалася».
Для технічних працівників команди було надзвичайно складно створити людські образи персонажів Суперсімейки. Сценарій Берда просто наповнений безліччю елементів, що їх надзвичайно важко на той час було створювати засобами комп'ютерної анімації (CGI). Люди узагалі є найтяжчими для анімації об'єктами. Pixar animators filmed themselves walking in order to better grasp proper human motion. Для створення цілком людського складу акторів необхідно було створити нові технології для анімації деталізованої людської анатомії, одягу й реалістичних шкіри й волосся. Водночас технічні спеціалісти команди мали певний досвід моделювання шкіри й волосся у фільмі «Корпорація монстрів» (2001), та все ж такі обсяги волосся і одягу, що були необхідні для «Суперсімейки», студія «Pixar» іще ніколи не створювала. Щобільше, Берд не потерпів би жодних компромісів у графіці заради технічного спрощення. У той час, як технічна команда «Корпорації монстрів» фактично змусила режисера Піта Доктера прийняти короткі кісники на персонажі-дівчинці Бу (Boo), щоб її волосся було легше програмувати, — у персонажа Вайолет (Violet) із «Суперсімейки» довге волосся, що приховує частину її обличчя; це є особливістю характеру персонажа. Довге волосся Вайолет було дуже важко створити, і протягом довгого часу роботи це ніяк не вдавалося. На додачу, аніматори були змушені «мочити» волосся і створювати ефекти розвіювання волосся на вітрі. Студія «Дісней» спочатку виражала велику неохоту створювати такий фільм саме із огляду на всі оці складності, відчуваючи що ігровий фільм було б зняти розумніше; однак Лассетер одразу ж відкинув цю ідею.
При створенні «Суперсімейки» виникли не лише проблеми із комп'ютерною анімацією людей, а також багато інших трудностей. Історія була довшою, аніж будь-який попередній мультфільм студії «Pixar», довшим був і час екранного показу, і вчетверо більшою була кількість локацій. Головний технічний директор Рик Сайре (Rick Sayre) зазначив, що найважчим у «Суперсімейці» якраз було тим, що не є в природі «найважче», натякаючи на велику кількість вирішених технічних завдань, а саме: створення вогню, води, повітря, диму, пари, вибухів — ну і на додачу, нові складності в роботі з людьми. Організаційну структуру «Суперсімейки» було чітко визначити, як у інших фільмах студії «Pixar», і це стало ходячий анекдотом у середині команди. Сайре сказав, що його команда стала «Альфою й Омегою»: одна група людей створювала комп'ютерні моделі світу «Суперсімейки»; інша група (названа «командою персонажів») створювали образи, покриви і тіні від персонажів; а третя група (команда розробників) відповідала за створення технологій для волосся й одягу. Було створено 781 кадр із візуальними ефектами, і вони досить часто зображали яскраву емоцію персонажа (наприклад, коли Боб сердито зачиняє двері машини). Крім того, існувала команда спецефектів, що працювала, наприклад, над покращенням моделі хмар — маючи змогу уперше змоделювати це у 3-D засобами об'ємної візуалізації.
Шкіра персонажів досягла нового рівня реалізму завдяки технології, відомої під назвою «підповерхове розсіювання». Задачі не обмежилися тільки моделюванням людей. Берд вирішив, що у одному прикінцевому епізоді немовля Джек-Джек зазнає серії перетворень, і в одній із трансформацій він виглядатиме як «щось липке». Технічний директор сказав, що створення такого «спецефекту слизу» займе близько двох місяців роботи, а виробництво фільму перебувало в ситуації, коли згаяти ці два місяці було невиправдано дорогим задоволенням. Вони звернулися до продюсера фільму Джона Волкера за допомогою. Берд, який особисто запросив Волкера з «Warner Bros.», не міг ніяк погодитися, що Джек-Джекові слід обмежитися усього чотирма перетвореннями і «Суперсімейка» може обійтися і без «слизонемовля». Вони гаряче сперечалися кілька зустрічей поспіль протягом двох місяців, аж поки Берд урешті-решт не поступився.
Берд зізнався, що у студії «коліна тремтіли від ваги „Суперсімейки“», проте фільм назвав пам'ятником талантові аніматорів студії «Pixar», хто захоплювався тими викликами людському умінню і винахідливості, що постали перед командою під час фільмування. Він згадував: «Я прийшов у чудову студію, злякавши багатьох людей великою кількістю „різдвяних подарунків“, які б мені хотілося отримати, — та отримав я майже все, що він них вимагав».

### Музика
«Суперсімейка» — це перший фільм студії «Pixar», музику до якого написав Майкл Джаккіно (Michael Giacchino). Бред Берд шукав особливе звучання фільму, зумовлене його неповторним шармом а-ля 60-ті, що перемішується зі стилем сучасності (як Берд бачив ту епоху). Першим обрали Джона Баррі, який створив музику для трейлера фільму, перезаписавши його тему до фільму «На секретній службі Її Величності». Проте Баррі не захотів дублювати записи своїх ранніх саунтреків; тоді це завдання передали Майклові Джаккіно. Джаккіно відзначив, що процес запису музики в 60-ті суттєво відрізнявся від сучасного; а Ден Воллінґ (Dan Wallin), інженер звукозапису, сказав, що Берд хотів надати музиці дуже старого присмаку, тож записували музику на аналогову плівку. Воллінґ також зазначив, що мідні духові інструменти, які звучать на передньому плані музичної теми, фільму звучать краще на аналоговому обладнанні, а не на цифровому. Воллінґ прийшов із ери, у якій таку музику записували, згідно зі словами Джаккіано, «правильним чином»: кожен інструмент знаходиться в одній же кімнаті навпроти інших інструментів, «граючи одне навпроти одного і заряджаючи одне одного енергією». Тим Симонек (Tim Simonec) був диригентом/оркестратором під час запису композицій.
Повністю оркестрова тема вийшла релізом 2 листопада 2004 року, за три дні до виходу фільму на екрани кінотеатрів. Вона здобула чимало нагород у номінації «Найкращий саундтрек», і її було номіновано на здобуття нагороди Ґреммі.

## Теми
Деякі рецензенти фільму звернув точні паралелі між «Суперсімейкою» і деякими коміксами про супергероїв, наприклад, «Powers» («Власті»), «Хранителі» і «Фантастична четвірка». Дійсно, продюсери адаптації 2005 року «Фантастичної Четвірки» були змушені вносити зміни до сценарію і створювати додаткові спецефекти через велику подібність фільму із «Суперсімейкою». Берд не здивувався цьому порівнянню, оскільки супергерої стали «найупізнаванішими персонажами на планеті», проте виправдовувався, що жодним конкретним коміксом не надихався, а про «Хранителів» лише щось таке чув. У коментарі він зазначив, що йому дуже приємно, що його творіння порівняли із чимось таким вартісним, як «Хранителі».
Деякі коментатори розцінили Бобову кризу середнього віку і Синдромове зауваження «Коли кожен є надзвичайним — то ніхто вже не є» як рефлексію поглядів німецького філософа Ніцше або натяк на філософію об'єктивізму американської романістки євройського походження Айн Ренд, які Берд вважав «сміховинними.» Берд заявив, що більша частина аудиторії зрозуміла сатиру його твору, у той час як «два відсотки [глядачів] подумали, що я створюю „Джерело“ чи „Атлант розправив плечі“(твори згаданої А.Ренд)»." Хтось інший побачив у фільмі праві політичні погляди, що Берд вважає повним безглуздям. «Гадаю, це так само безглуздо, як говорити про мого „Залізного гіганта“ як носія лівацьких ідей. Але ж я є переконаним центристом і відчуваю, що обидві згадані сторони — це абсурд».
У фільмі також помітна Бердове незадоволення тенденцією дитячих коміксів і суботніх ранкових карикатур його юності зобразити лиходіїв нереальним, безрезультатними у своїх діях і жалюгідними у своїх потугах. У фільмі Dash and Violet мають справу із лиходіями, хто має прямий намір використовувати смертельну потугу проти дітей. Із іншого боку і Dash і Violet не висловлюють жодних емоцій чи просто жалю стосовно загибелі тих, хто намагається убити їх: наприклад, коли Dash перемагає своїх переслідувачів, знищуючи їхні авта, або коли обоє старших дітей стають свідками знищення їхніми батьками кількох автопереслідувачів разом із людьми, що там сидять, — так, наче смерть цих людей є невідворотним і звичайним явищем. Незважаючи на незгоду з деякими зауваженнями, Берд відчував: для його картини було б чудово, якби її розглядали різнопланово, бо такими саме були його наміри. Він сказав, зокрема: «Той факт, що про фільм регулярно згадувала »Нью-Йорк Таймз", — це просто чудово! Погляньте, ми маємо справу із мейнстримом в анімації; а чи багато із мультфільмів пропонують нам їжу для роздумів?"

## Реліз
«Суперсімейка» з'являється на екранах кінотеатрів 5 листопада 2004 року як перший фільм студії «Pixar» із рейтингом PG (бо за жанром це бойовик зі сценами насилля). Реліз цього мультфільму в кінотеатрах супроводжував короткометражний фільм Boundin' від тієї ж студії «Pixar». Хоча цей мультфільм сприйнято аудиторією із тріумфом, Стив Джобз посварився із головою The Walt Disney Company, партнерської фірми-дистриб'ютора. Це в кінцевому підсумку призвело до відставки Майкл Ейснер, а саму студію «Pixar» наступного року придбала фірма «Дісней».

### Релізи
Суперсімейка вийшла 15 березня 2005 року на VHS і DVD у 2-х дисках у «Колекційній збірці DVD». Диски DVD також включали Jack-Jack Attack і Mr. Incredible and Pals, дві Pixar-івські короткометражки, створені спеціально для реліз разом із «Суперсімейкою», а також Boundin', короткометражний фільм студії «Pixar», із якої починалися покази «Суперсімейки» у кінотеатрах. «Суперсімейка» стала лідером продажів серед DVD 2005 року: було продано 17,38 мільйона копій. Фільм також вийшов на UMD для Sony PSP. Також у США картину було випущено у 2011 році у HD-форматі Blu-ray.

## Сприйняття

### Критичні відгуки
Суперсімейка здобув дуже позитивні відгуки від критиків, отримавши 97 % захоплених рецензій на сайті «Rotten Tomatoes», що помістило фільм у рейтингу найкращих бойовиків усіх часів на 15-т сходинку, а також у рейтинг ТОП-20 фільмів, що мали понад 100 позитивних відгуків. Сайт «Metacritic» визначив «Суперсімейку» фільмом, що здобув «усезагальне схвалення» із рейтингом 90 зі 100. Критик Роджер Еберт нагородив фільм 3+1⁄2 зірок із чотирьох, написавши, що фільм «чергує карколомний, запаморочливий екшен із соціальною сатирою і комедією ситуацій у стилі „сєльская жізнь“»; також метр зазначив, що «Суперсімейка» є «новим шедевром майстерності студії „Pixar“ у жанрі популярної анімації». Американський музичний журнал «Rolling Stone» також нагородив фільм 3+1⁄2 зірками і назвав фільм «одним із найкращих фільмів року», а також сказав, що картина «зовсім не мультяшна, а зовсім правдива». Also giving the film 3+1⁄2 зірок, а журнал «People» визнав, що «Суперсімейка» «„може похвалитися сильним, захоплюючим сюжетом із сильними, широкими і влучними комічними мазками“.
Елеонора Рінґель Ґіллеспі із щоденної газети Атланта Джорнал-Констит'юшн зазначила, що її стомили повтори мотивів бачених-перебачених давно бойовиків, заяложені висновки, а також те, що »«Pixar» постійно репетує про те, що УСЕ, що вони роблять — то роблять відмінно; а я б бажала, хай би вони зняли щось новенького". Так само і Джессіка Вінтер із «Віллидж Войс» критикувала фільм як «стандартний літній бойовичок [улітку демовнтрують дешеві і низькобюджетні фільми — Авт.], хоча фільм вийшов у прокат на початку листопада». Її огляд, названий «Суцільнометалічна ракетка» [каламбур на фільм «Суцільнометалева оболонка» — Авт.] зазначила, що «„Суперсімейка“ оголосила про прибуття студії „Pixar“ у величезний переповнений Голлівуд під барабанний дріб і лязкіт металу»".
Пітер Треверс із «Роллінґ Стоун» присудив «Суперсімейці» No.6 у своєму списку найкращих фільмів десятиліття, написавши: "«Із усіх чудес, які „Pixar“ створив за десятиліття, „Суперсімейка“ радує мене найбільше. Не в кожному фільмі так оригінально говориться про кризу середнього віку, сімейний конфлікт, недоглянутих дітей, страх чоловічої неспроможності і про екзистенційну тугу».

### Касові збори
Незважаючи на побоювання, що фільм не знайде свого глядача, картина отримала касових зборів лише за перший тиждень $70,467,623 у США із 7,6 тис. екранів із 3,933 тис. кінотеатрів, що у середньому склало $17,917 тис. на театр або $9,272 тис. на екран, що стало найвищим рейтингом касових зборів для студії «Pixar» (рекорд пізніше було побито 2010-го фільмом «Історія іграшок 3» із результатом $110,3 млн.); і це став найвищим результатом зборів для першого тижня серед не-сиквельного мультфільму (рекорд було побито 2007 року фільмом «Сімпсони (фільм)ҐСімпсони» із результатом $74 млн.); а також це стало рекордом першотижневих касових зборів для фільмів, що не є частиною циклу фільмів на цілих 5 років, поки картина «Аватар» відкрила сезон перегляду із $77-мома мільйонами. Фільм також став No.1 за зборами другого вікенду, набравши іще $50,25 млн, втративши у порівнянні з першим тижнем лише 29 %, і набагато випередивши нове комп'ютерне анімоване чудо — «Полярний експрес». На загал фільм зібрав $261,441 млн. — ставши четвертим найкасовішим фільмом студії «Pixar» після «Історії іграшок-3» ($415,004 млн.), «У пошуках Немо» ($380,211 млн.) і «Уперед і вгору» ($293,004 млн.); також картина стала четвертим найкасовішим фільмом 2004 року. По цілому світові картина зібрала $631,442 млн, ставши четвертою касово успішною картиною студії «Pixar», пропустивши уперед лише «Історію іграшок-3» ($1,063 млн.), «У пошуках Немо» ($921,111 млн.) і «Уперед і вгору» ($731,342 млн.), — ставши четвертою картиною за касовими зборами 2004 року. Окрім цього — картина стала другою найрейтинговішою анімаційною стрічкою 2004 року за касовими зборами після фільму «Шрек 2».
Телевізійна прем'єра картини сталася на «Thanksgiving Day» 2007 року на NBC за спонсорства «Тарґет корпорейшн»; а кабельна прем'єра відбулася на «ABC Family» як частина телепрограми «The 25 Days of Christmas»  у грудні 2007-го; удруге ж на кабельному картину показали на «Disney Channel» як частину заходів на «No Ordinary Friday» 1 лютого 2008 року.

### Відзнаки
Фільм здобув премію «Оскар» у номінації «За найкращий анімаційний повнометражний фільм», перемігши два фільми від студії «DreamWorks», а саме: «Шрек 2» й «Історія акул»; а також у номінації «За найкращий звуковий монтаж» на 77-й церемонії вручення нагород премії «Оскар». Також фільм було номіновано на Премії «Оскар» за найкращий оригінальний сценарій (для автора сценарію/режисера Бреда Берда) і за найкращий звук (для звукорежисерів Ренді Тома, Ґарі Ріццо і Дока Кейна). Це був перший фільм студії «Pixar», що виграв кілька «Оскарів»(наступним став 2010 року «Вперед і вгору»). Джо Морґенштерн із The Wall Street Journal назвав Суперсімейку найкращою картиною року. Журнал «Premiere» подав список відгуків критиків США, де «Суперсімейа» опинилася на третій позиції, у той час як сайт «Rotten Tomatoes» визнав картину найвидатнішою картиною року.
Фільм також здобув премію «Енні» 2004 року у номінації «За найкращий анімаційний фільм» і 2005-го премію «Г'юго» в номінації «За найкращу постановку»; також фільм було номіновано на премію «Золотий глобус» у категорії «Найкращий музичний чи комедійний фільм». Картина, до того ж, виграла премію «Сатурн» у категорії «Найкраща повнометражна анімаційна картина».
Американський інститут кіномистецтва розмістив «Суперсімейку» у своєму рейтингові «10 найкращих американських фільмів у 10 класичних жанрах за версією AFI».
| Нагороди за «Суперсімейку» |                                                        | | |           |
| Рік                        | Асоціація                                              | Категорія нагороди | Отримав нагороду | Статус    |
| 2004                       | Товариство кінокритиків Флориди                        | Найкраща анімація | | Перемога  |
| 2004                       | Асоціація кінокритиків Лос-Анджелеса                   | Найкраща анімація | | Перемога  |
| 2004                       | Асоціація кінокритиків Лос-Анджелеса                   | Найкращий сценарій | Майкл Джакіно | Перемога  |
| 2004                       | Національна рада кінокритиків США                      | Найкращий анімаційний фільм                                                                                                | | Перемога  |
| 2004                       | Товариство кінокритиків Нью-Йорка                      | Найкращий анімаційний фільм                                                                                                | | Перемога  |
| 2004                       | Товариство кінокритиків Фінікса                        | Найкращий анімаційний фільм                                                                                                | | Перемога  |
| 2004                       | Товариство кінокритиків Сан-Дієго                      | Найкращий анімаційний фільм                                                                                                | | Перемога  |
| 2004                       | Товариство кінокритиків Сієтла                         | Найкращий анімаційний фільм                                                                                                | | Перемога  |
| 2004                       | Асоціація кінокритиків округу Колумбія, Вашингтон      | Найкращий анімаційний фільм                                                                                                | | Перемога  |
| 2005                       | ASCAP Film and Television Music Awards                 | Top Box Office Films of 2005 Award                                                                                         | Майкл Джакіно | Перемога  |
| 2005                       | Academy Awards                                         | Премія «Оскар» за найкращий звуковий монтаж                                                                                | Michael Silvers & Randy Thom | Перемога  |
| 2005                       | Academy Awards                                         | Премія «Оскар» за найкращий звук                                                                                           | Randy Thom, Gary Rizzo & Doc Kane | Номінація |
| 2005                       | Academy Awards                                         | Best Animated Feature Film                                                                                                 | Brad Bird | Перемога  |
| 2005                       | Academy Awards                                         | Best Original Screenplay                                                                                                   | Brad Bird | Номінація |
| 2005                       | Академія наукової фантастики, фентезі та фільмів жахів | Best Animated Film | | Перемога  |
| 2005                       | Академія наукової фантастики, фентезі та фільмів жахів | Best Music | Michael Giacchino | Номінація |
| 2005                       | Академія наукової фантастики, фентезі та фільмів жахів | Best Writer | Brad Bird | Номінація |
| 2005                       | American Cinema Editors                                | Best Edited Feature Film — Comedy or Musical                                                                               | Stephen Schaffer | Номінація |
| 2005                       | Енні                                                   | Animated Effects | Martin Ngyuen | Перемога  |
| 2005                       | Енні                                                   | Best Animated Feature | | Перемога  |
| 2005                       | Енні                                                   | Character Animation | Angus MacLane | Перемога  |
| 2005                       | Енні                                                   | Character Animation | John Kahrs | Номінація |
| 2005                       | Енні                                                   | Character Animation | Peter Sohn | Номінація |
| 2005                       | Енні                                                   | Character Animation | Kureha Yokoo | Номінація |
| 2005                       | Енні                                                   | Character Design in an Animated Feature Production                                                                         | Teddy Newton | Номінація |
| 2005                       | Енні                                                   | Character Design in an Animated Feature Production                                                                         | Tony Fucile | Перемога  |
| 2005                       | Енні                                                   | Directing in an Animated Feature Production                                                                                | Brad Bird | Перемога  |
| 2005                       | Енні                                                   | Music in an Animated Feature Production                                                                                    | Michael Giacchino | Перемога  |
| 2005                       | Енні                                                   | Production Design in an Animated Feature Production                                                                        | Lou Ramano | Перемога  |
| 2005                       | Енні                                                   | Storyboarding in an Animated Feature Production                                                                            | Kevin O'Brien | Перемога  |
| 2005                       | Енні                                                   | Storyboarding in an Animated Feature Production                                                                            | Ted Mathot | Номінація |
| 2005                       | Енні                                                   | Voice Acting in an Animated Feature Production                                                                             | Brad Bird | Перемога  |
| 2005                       | Енні                                                   | Voice Acting in an Animated Feature Production                                                                             | Samuel L. Jackson | Номінація |
| 2005                       | Енні                                                   | Writing in an Animated Feature Production                                                                                  | Brad Bird | Перемога  |
| 2005                       | Art Directors Guild                                    | Feature Film — Period or Fantasy Film                                                                                      | Lou Ramano & Ralph Eggleston | Номінація |
| 2005                       | BAFTA Awards                                           | BAFTA Children's Award — Best Feature Film                                                                                 | John Walker & Brad Bird | Перемога  |
| 2005                       | BET Comedy Awards                                      | Best Performance in an Animated Theatrical Film                                                                            | Samuel L. Jackson | Перемога  |
| 2005                       | BMI Film & TV Awards                                   | BMI Film Music Award | Michael Giacchino | Перемога  |
| 2005                       | Кінопремія «Вибір критиків»                            | Best Animated Feature | | Перемога  |
| 2005                       | Кінопремія «Вибір критиків»                            | Best Composer | Michael Giacchino | Номінація |
| 2005                       | Кінопремія «Вибір критиків»                            | Best Popular Movie | | Номінація |
| 2005                       | Cinema Writers Circle Awards of Spain                  | Best Foreign Film (Mejor Película Extranjera)                                                                              | | Номінація |
| 2005                       | Dallas-Fort Worth Film Critics Association Awards      | Best Animated Film | | Перемога  |
| 2005                       | Empire Awards                                          | Best Film | | Номінація |
| 2005                       | Золотий глобус                                         | Best Picture — Musical or Comedy                                                                                           | | Номінація |
| 2005                       | Golden Trailer Awards                                  | Best Animation/Family (For «Buckle Up»)                                                                                    | | Перемога  |
| 2005                       | Golden Trailer Awards                                  | Best Comedy (for «Buckle Up»)                                                                                              | | Номінація |
| 2005                       | Hugo Awards                                            | Best Dramatic Presentation — Long Form                                                                                     | | Перемога  |
| 2005                       | Kansas City Film Critics Circle Awards                 | Best Animated Film | | Перемога  |
| 2005                       | Kids' Choice Awards                                    | Favorite Movie | | Перемога  |
| 2005                       | Las Vegas Film Critics Society                         | Best Animated Film | | Перемога  |
| 2005                       | Las Vegas Film Critics Society                         | Best Score | Michael Giacchino | Перемога  |
| 2005                       | MTV Movie Awards                                       | Best Movie | | Номінація |
| 2005                       | MTV Movie Awards                                       | Best On-Screen Team | Craig T. Nelson, Голлі Гантер, Spencer Fox & Sarah Vowell                                                                              | Номінація |
| 2005                       | MTV Movie Awards, Мексика                              | Favorite Voice in an Animated Film                                                                                         | Víctor Trujillo | Номінація |
| 2005                       | Motion Picture Sound Editors                           | Best Sound Editing in Feature Film — Animated                                                                              | Michael Silvers, Randy Thom, Sue Fox, Teresa Eckton, Kyrsten Mate Comoglio, E.J. Holowicki, Steve Slanec, Al Nelson & Stephen M. Davis | Перемога  |
| 2005                       | Online Film Critics Society                            | Best Animated Feature | | Перемога  |
| 2005                       | Online Film Critics Society                            | Best Score | Michael Giacchino | Перемога  |
| 2005                       | Online Film Critics Society                            | Best Picture | | Номінація |
| 2005                       | Online Film Critics Society                            | Best Screenplay, Original                                                                                                  | Brad Bird | Номінація |
| 2005                       | PGA Awards                                             | Motion Picture Producer of the Year                                                                                        | Unknown | Номінація |
| 2005                       | People's Choice Awards                                 | Favorite Animated Movie | | Номінація |
| 2005                       | People's Choice Awards                                 | Favorite Motion Picture | | Номінація |
| 2005                       | Satellite Awards                                       | Best Motion Picture, Animated or Mixed Media                                                                               | | Перемога  |
| 2005                       | Satellite Awards                                       | Best Score | Michael Giacchino | Номінація |
| 2005                       | Teen Choice Awards                                     | Choice Movie: Animated/Computer Generated                                                                                  | | Номінація |
| 2005                       | Visual Effects Society Awards                          | Outstanding Performance by an Animated Character in an Animated Motion Picture (for the Bob Parr/Mr. Incredible character) | Craig T. Nelson, Bill Wise, Bill Sheffler & Bolhem Bouchiba                                                                            | Перемога  |
| 2005                       | World Soundtrack Awards                                | Discovery of the Year | Michael Giacchino | Перемога  |
| 2005                       | Young Artist Awards                                    | Best Family Feature Film — Animation                                                                                       | | Перемога  |
| 2005                       | Young Artist Awards                                    | Best Performance in a Voice-Over Role — Young Artist                                                                       | Spencer Fox | Номінація |
| 2006                       | Академія наукової фантастики, фентезі та фільмів жахів | Best DVD Special Edition Release                                                                                           | | Номінація |
| 2006                       | Grammy Awards                                          | Best Instrumental Arrangement                                                                                              | Gordon Goodwin for The Incredits | Перемога  |
| 2006                       | Grammy Awards                                          | Best Score Soundtrack Album                                                                                                | Michael Giacchino | Номінація |

## Український дубляж
- Михайло Жонін — Боб Парр/Містер Неймовірний
- Юлія Перенчук — Гелен Парр/Еластика
- Анастасія Жарнікова-Зіновенко — Віолетта Парр/Фіалка
- Деніс Капустін — Деш Парр/Шусть
- Андрій Твердак — Люціус/Фрозон
- Павло Скороходько — Баді Пейн/Синдром
- Наталя Ярошенко — Міраж
- Ірина Дорошенко — Една Мод
- Євген Пашин — Рік Діккер
- Наталя Романько-Кисельова — Карі, епізоди
- Дмитро Завадський — Берні Кропп
- Євген Малуха — диктор кінохроніки
- Андрій Самінін — Гілберт Хавк
- Ніна Касторф — літня господарка кота, епізоди
- Людмила Ардельян — епізоди

Фільм дубльовано компанією «Невафільм Україна» на замовлення «Disney Character Voices International» у 2008 році.
- Переклад синхронного тексту — Федір Сидорук
- Режисери дубляжу — Ольга Фокіна, Олег Головко
- Звукорежисер — Фелікс Трескунов
- Диктор — Олександр Ігнатуша